# Гетто в Мстиславле
Гетто в Мстисла́вле (лето 1941 — 15 октября 1941) — еврейское гетто, место принудительного переселения евреев города Мстиславль Могилёвской области и близлежащих населённых пунктов в процессе преследования и уничтожения евреев во время оккупации территории Белоруссии войсками нацистской Германии в период Второй мировой войны.

## Оккупация Мстиславля и создание гетто
В 1939 году в Мстиславле проживали 2067 евреев (19,66 % населения).
Мстиславль был захвачен немецкими войсками 14 июля 1941 года, и оккупация продлилась 2 года и 1 месяц — до 28 сентября 1943 года. В захваченном городе оказались около 1000 евреев.
Вскоре после оккупации немцы, реализуя нацистскую программу уничтожения евреев, организовали в местечке гетто. С первых же дней под властью нацистов евреев начали преследовать, унижать и подвергать всевозможным издевательствам.

## Условия в гетто
Гетто было «открытого» типа и евреев оставили жить в своих домах (помеченных желтыми звездами), потому что в Мстиславле большинство из них компактно жили в районах Песковка и Слобода, в том числе на улице Ленина по дороге на Смоленск. Сюда же переместили евреев со сгоревшей западной (Шамовской) части города. В районе Заречье, на другом берегу реки Вихра, дома евреев пометили словом «Юде».
Уже сразу же после оккупации города евреев обязали носить нашивки на спине в виде желтых звезд, на левом рукаве — повязку с шестиконечной звездой, на правом — жёлтый круг.
Узников ежедневно использовали на принудительных работах бо́льшей частью унизительного характера, например — очистке туалетов и выгребных ям.

## Уничтожение гетто

### 10 сентября 1941 года
Немцы очень серьёзно относились к возможности еврейского сопротивления, и поэтому в большинстве случаев в первую очередь убивали в гетто или ещё до его создания евреев-мужчин в возрасте примерно от 15 до 50 лет — несмотря на экономическую нецелесообразность, так как это были самые трудоспособные узники. По этим соображениям 10 сентября 1941 года всех евреев согнали на Базарную площадь, мужчин и женщин выстроили отдельно и всех, в том числе детей, жестоко избили палками. После избиения немцы и местные полицейские изнасиловали молодых женщин.
Затем каратели отобрали 35 евреев-мужчин, которых увели и расстреляли в урочище Поселякин (Лешенский) ров возле деревни Большая Лещенка. Есть свидетельства, что вместе с ними расстреляли и 30 стариков.
Оставшимся евреям под угрозой смерти приказали в течение двух часов принести «контрибуцию» — меховые вещи, масло, сахар, какао, мёд и чай.

### 15 октября 1941 года
15 октября 1941 года на рассвете в Мстиславль прибыл возглавляемый фельдфебелем Краузе отряд зондеркоманды-7а айнзатцгруппы В, состоящий из украинских полицейских. Несколько евреев-мужчин заставили вырыть на западной окраине города у Кагального рва (между горами Замковой и Троицкой) две большие ямы. Евреев начали выгонять из домов и согнали во двор педагогического училища. Туда же накануне привели евреев из ближайших пригородов, в том числе из Заречья и из пригородного колхоза около деревни Казимирово.
У евреев отобрали ценные вещи, затем колонной по 4 человека погнали под охраной немцев и полицаев к уже приготовленным расстрельным ямам. Старых немощных евреек везли на телеге. 50 евреев-мужчин получили приказ углубить ямы, и их расстреляли первыми. Остальных обреченных людей заставили раздеться и сложить одежду. К яме подводили по 10-25 человек и приказывали лечь лицом вниз. Сначала расстреляли мужчин, затем женщин со взрослыми детьми, а маленьких детей ударяли головой друг о друга и бросали в ямы живыми. Учительница Минкина-Орловская молила пощадить шестилетнего сына (её муж был русский), но полицаи накололи ребёнка на штык. Особым садизмом среди них отличились Васька Русский, Власов, Зимницкий (осужден после войны на 20 лет), Тихоновский, Шубейсовский, Дубиковский и другие.
Во время расстрела Яков Михлин убил лопатой немца-конвоира. Борух Цыпин проклял убийц — и ему перерезали горло. Молодая еврейка из Заречья пыталась сбежать, но её догнал полицай, забил до смерти палкой, и получил от немцев в награду плитку шоколада. Две еврейки прятались на месте расстрела под одеждой убитых, но их нашли и расстреляли.
Расстрел продолжался с 11 часов утра до 15 часов дня. Туда же привели и расстреляли евреев из деревень Печковка и Яновка. После расстрела одежду убитых на телегах увезли в город. На следующий день поймали и убили на этом же месте ещё небольшое число скрывавшихся евреев.
Когда евреев ещё только уводили на расстрел, местные жители уже грабили их дома.

## Организаторы и исполнители убийств

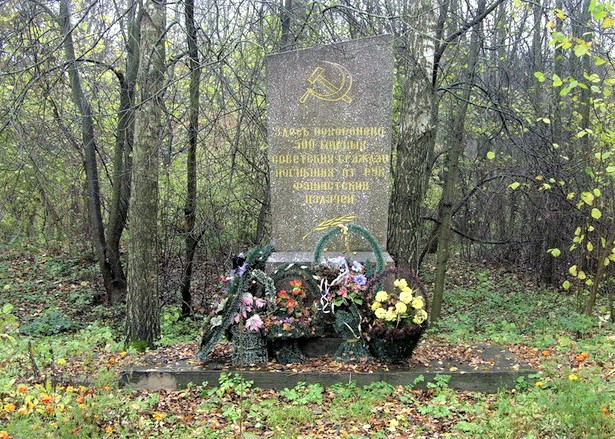
Памятник евреям Печковки и Яновки, убитым вместе с евреями Мстиславского гетто

Немцы создали при бургомистрате специальную комиссию, выявлявшую евреев, и по её заключениям были расстреляны множество людей. Послевоенное расследование назвало основных организаторов и исполнителей массовых убийств в Мстиславле — в том числе, членов этой комиссии:
- военный комендант города майор Крупп;
- начальник гестапо Вильде;
- начальник жандармского управления лейтенант Бауэр:
- начальник полиции города Курышев (Курашев) и затем Купчин Дмитрий Михайлович;
- бургомистр города Куторга Ф. В. и Евлампий Рагузов;
- начальник одного из отделов в магистрате Рябузов Е. Е.;
- начальник отдела здравоохранения в магистрате Аболин К. П..

## Случаи спасения
По дороге на расстрел сумели сбежать Эся Минина (Натапова) с двухлетним сыном, тринадцатилетний Борис Михлин, Басина Л. М., а Семен Шейнин и Яков Малков после побега воевали впоследствии в партизанском отряде. Раненого Илью Малкина вечером вытащила из ямы русская женщина, и он тоже потом воевал в партизанах.
Дочерей Евселевича (Ясилевича) Хаю (Анну) и Мину (Нину) в день расстрела спрятала мать их школьных подруг сестер Васильевых. Надежда Липицкая в день расстрела спрятала у себя школьную подругу Рысю Жиц, но её поймали на следующий день и расстреляли. Старика Евсея Смоляка прятали соседские дети Скулановичи, но сосед-полицейский выследил его и застрелил. Нескольких пойманных евреев сожгли живыми в сарае. Нередко прятавшихся евреев выдавали местные мальчишки.

## Память
При ликвидации Мстиславского гетто только во время «акции» (таким эвфемизмом нацисты называли организованные ими массовые убийства) 15 октября 1941 года были убиты, по разным данным, от 620 до более 1300 евреев.
Установлены около 550 имен жертв геноцида евреев в Мстиславле. Опубликованы их неполные списки.
Вскоре после освобождения родственники убитых сделали на месте расстрела (сейчас это место находится на улице Заслонова) маленький кирпичный обелиск с надписью «Здесь было зверски расстреляно еврейское население Мстиславля». Этот памятный знак не сохранился, а в 1978 году на этом месте была установлена стела, но о евреях на ней тоже не упоминалось. В 2005 году был установлен новый памятник, на котором также не упоминались евреи, и только в 2011 году была добавлена надпись на отдельной плите рядом с памятником: «На этом месте фашистские палачи 15 октября 1941 г. зверски убили 1300 евреев, а позднее в 1941—1943 гг. — 168 белорусов и 35 цыган, в основном женщин, детей и стариков. Здесь же захоронена группа советских военнопленных. Вечная память безвинно погибшим».

## Комментарии
1. ↑  В русском языке за служащими коллаборационистских полицейских органов закрепилось разговорное уничижительное название полица́й (во множественном числе — полица́и).